# Beysky (huyện)
Huyện Beysky (tiếng Nga: ? райо́н) là một huyện hành chính tự quản (raion), của Khakassia, Nga. Huyện có diện tích 4691 kilômét vuông. Trung tâm của huyện đóng ở Beya.